# Андріївка (Лозівський район)
Андрі́ївка — село в Україні, у Близнюківській селищній громаді Лозівського району Харківської області. Населення становить 137 осіб. До 2020 орган місцевого самоврядування — Криштопівська сільська рада.

## Географія
Село Андріївка знаходиться на лівому березі річки Велика Тернівка, є міст. На півночі примикає до села Микільське, на півдні - село Дмитрівка.

## Історія
- 1775 - дата заснування.
- Навесні 1942 року  у боях за село брали участь воїни 66-го, 130-го і 68 кавалерійських полків і 7-го кулеметного батальйону. Запеклі бої відбувались на території села в лютому – березні 1943 року. У березні 1943 року під час наступу німців у Андріївці загинув командрир 41-ї гвардійської дивізії генерал-майор М.П.Іванов.  Остаточно Андріївка була визволена від гітлерівців у вересні 1943 року. Радянські воїни, які загинули в боях з німецько-нацистськими загарбниками на території села Андріївка в 1942-1943 роках поховані в братській могилі в центрі села. В могилі поховано 36 воїнів, з них відомо прізвища 27-х.
- 12 червня 2020 року, відповідно до Розпорядження Кабінету Міністрів України № 725-р «Про визначення адміністративних центрів та затвердження територій територіальних громад Харківської області», увійшло до складу Близнюківської селищної громади.[1]
- 19 липня 2020 року, в результаті адміністративно-територіальної реформи та ліквідації Близнюківського району,  увійшло до складу Лозівського району Харківської області.[2]

## Економіка
- В селі були молочно-товарна та свино-товарна ферми.
- Були теплиці.

## Культура
- Школа зачинена.
- Клуб було продано і розібрано на будівельні матеріали.